# Drăcești, Teleorman
Drăcești este un sat în comuna Scurtu Mare din județul Teleorman, Muntenia, România. Se află în partea de nord a județului,  în Câmpia Găvanu-Burdea. La recensământul din 2002 avea o populație de 467 locuitori. Biserica de lemn cu hramul "Cuvioasa Paraschiva" (construită în 1859) și Monumentul Eroilor din Războiul de Independență (ridicat în sec. XX) figurează pe lista monumentelor istorice.